# 한서경
한서경(본명: 고연숙, 1966년 10월 1일 ~ )은 대한민국 가수이다.

## 생애
제주도 출신의 여자 가수로 한양여자전문대학 의류학을 졸업했다. 학창시절 그룹 [FM]의 리드싱어로 활동한 적이 있다. 이후 1992년에 옛노래 <낭랑18세>를 리메이크하여 부르면서 가수로 데뷔하면서 흘러간 노래를 요즘 세대 젊은이들의 감각에 맞게 랩을 가미한 댄스뮤직인 일명 [랩트롯]의 선두주자로 바람을 일으켰다. 몇 달 후 <소양강 처녀>라는 곡도 랩트롯창법으로 부르면서 대한민국 응원가로도 쓰일 만큼 폭발적인 인기를 얻었다. 당시 한서경은 옛노래를 현대식으로 바꿔 부르는 일명 리메이크가수라고도 할 수 있다. 그 뒤 여러개의 앨범을 내놓으면서 가수활동을 이어가다가 <당신께 넘어갔나봐>로 또 한번 인기를 끌면서 대중들에게 널리 알려졌다. 현재 여러 행사,무대에 출연하면서 가끔씩 예능에도 출연하는 등 다양한 활동을 하고 있다. 현재 거주지는 경기도 광주시이다.

## 학력
- 서귀포여자고등학교 (졸업)
- 한양여자전문대학 의류과 전문학사 (졸업)

## 경력
- 2011년 ~ 제주대학교병원 홍보대사

## 데뷔
- 1992년 노래 "낭랑 18세"

## 가수 활동
- 2019년 <오늘은 철수야>
- 2017년 <빠리야 (인생은 즐겁게)>
- 2014년 <동해물과 백두산이>
- 2008년 <내 사랑>
- 2003년 <당신께 넘어갔나봐>
- 2000년 <이봐요>
- 1996년 <아리 아리>
- 1994년 <너에게 원하지 않아>
- 1993년 <소양강 처녀>
- 1992년 <낭랑 18세>

## 수상 경력
- 1992년 MBC 10대 가수 가요제 신인상
- 1992년 뮤직박스 가요대상 여자 신인상

## 가족 관계
- 배우자: 이용진
  - 아들: 이새론(2003년 ~ )